# Discolampa wehensis
Discolampa wehensis är en fjärilsart som beskrevs av Lambertus Johannes Toxopeus 1929. Discolampa wehensis ingår i släktet Discolampa och familjen juvelvingar. Inga underarter finns listade i Catalogue of Life.